# Бензилове перегрупування
Бензилове перегрупування (англ. benzylic acid rearrangement) — перегрупування α-дикетонів під каталітичною дією основ у α-оксикислоти (характерна реакція 1,2-дикетонів). У ряду циклічних 1,2-дикетонів супроводиться звуженням циклу на одиницю.
Систематична назва перетворення — 1/О-гідро,3/оксидо-(1/→2/арил)-мігро-приєднання.